# Saint-Julien-des-Chazes
Saint-Julien-des-Chazes – miejscowość i gmina we Francji, w regionie Owernia-Rodan-Alpy, w departamencie Górna Loara.
Według danych na rok 1990 gminę zamieszkiwały 92 osoby, a gęstość zaludnienia wynosiła 14 osób/km² (wśród 1310 gmin Owernii Saint-Julien-des-Chazes plasuje się na 750. miejscu pod względem liczby ludności, natomiast pod względem powierzchni na miejscu 937.).